# Take a Bow (chanson de Madonna)
Pour les articles homonymes, voir Take a Bow.
Singles de Madonna
Secret
(1994) Bedtime Story
(1995)
Pistes de Bedtime Stories
Bedtime Story
(10)
Take a Bow est une chanson de l'artiste américaine Madonna, issu de son album Bedtime Stories. La chanson coécrite et produite avec Kenneth « Babyface » Edmonds a été exploitée comme single en décembre 1994. Il s'agit du single qui s'est classé numéro un aux États-Unis pendant la plus longue période par l'artiste.

## Informations sur le titre
Sur l'album Bedtime Stories, le titre vient en dernière position, juste après Bedtime Story. Le titre commence sur une ambiance très tropicale, asiatique. Lors d'une interview sur MTV, Madonna explique que les quelques notes qui avaient été jouées par Babyface au piano lui ont immédiatement inspiré les paroles de cette mélodie.
Le second single issu de l'album Bedtime Stories est devenu le onzième titre de la chanteuse à se classer à la première place aux États-Unis. Il est resté pendant sept semaines au Billboard Hot 100 ; la chanson coécrite avec Babyface (qui y fait également les chœurs) est le single qui s'est le mieux vendu en 1995.
Malgré le succès de la chanson, Madonna ne l'a jamais interprétée lors de ses tournées ; pour entendre la chanson en live il faudra attendre le Rebel Heart Tour en 2015 - 2016 : Take A Bow y est interprétée certains soirs dans la partie Gypsy. Quelques interprétations sont faites pour la promo de l'album en 1995, aux American Music Awards (avec Babyface), lors de l'émission Wetten Dass (ZDF) et lors du Festival de Sanremo 95.

## Clip vidéo

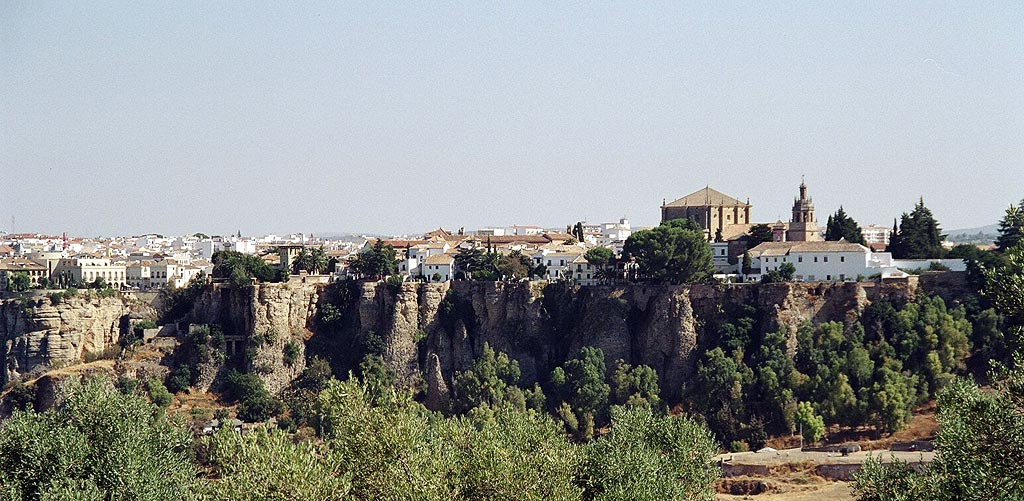
Ronda en Espagne

Le clip vidéo dirigé par Michael Haussman a été tourné du 3 au 8 novembre 1994 dans la ville pittoresque de Ronda en Espagne. Une émission spéciale a d'ailleurs été consacrée, sur la chaîne musicale Mtv, au tournage du clip.
La vidéo dépeint une histoire d'amour avec un toréro (interprété par Emilio Muñoz). On peut y voir chacun des protagonistes se préparer à entrer dans l'arène, lui, pour mettre à mort un taureau, elle, pour y séduire le toréro, mais les rôles se confondent et leur passion s'achève tandis que le combat prend fin. La scène se situe à une époque somptueuse des années 1950 et Madonna ordonna à Haussman de donner à cette vidéo un thème espagnol afin de permettre à la chanteuse de déployer tout son talent et ainsi séduire les producteurs de la première adaptation de « Evita » au cinéma, rôle, qu'elle décrochera la même année.
Certains considèrent le clip comme étant celui dans lequel Madonna s'est finalement assagie depuis l'ère « Erotica » ou son image était plus insolente, si on ne prend pas en compte ses ébats en lingerie dans un lit ainsi que le clip suivant pour Human Nature.
Évidemment, la vidéo entraîna la controverse auprès des défenseurs des droits des animaux qui accusèrent la chanteuse de glorifier la Tauromachie : en Australie, la vidéo était diffusée avec un bandeau qui informait que la production n'adhérait pas à ce genre de pratiques, alors que la chaîne ABC refusa catégoriquement la diffusion du clip pour le top 50.

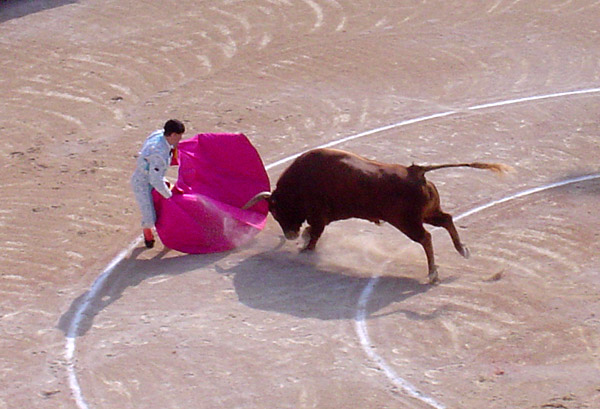

Plus tard la vidéo de « You'll see » sera considérée comme une suite à celle-ci, mettant en scène les mêmes personnages mais Madonna y est très différente.
- Directeur : Michael Haussman
- Producteurs : Paul McPadden et Donnie Masters
- Producteur exécutif : Roberto Cecchini
- Directeur de la photographie : Harris Savides
- Montage : Robert Duffy
- Compagnie productrice : The A+R Group

## Versions
1. Album Version (5:21)
2. Album Version Edit (4:31)
3. Album Version Instrumental (5:21)
4. In Da Soul Remix (4:57)
5. In Da Soul Remix Edit (4:02)
6. In Da Soul Remix Instrumental (4:57)
7. Silky Soul Remix (4:10)
8. Silky Soul Remix Instrumental (4:10)

## Classements

### Classement international
| Pays           | Meilleure position |
| -------------- | ------------------ |
| Afrique du Sud | 3                  |
| Australie      | 15                 |
| Autriche       | 22                 |
| Brésil         | 1                  |
| Chili          | 1                  |
| Canada         | 1                  |
| France         | 25                 |
| Japon          | 1                  |
| Royaume-Uni    | 16                 |
| Suisse         | 8                  |

### Billboard
| Classement États-Unis                      | Meilleure position |
| ------------------------------------------ | ------------------ |
| Billboard Hot 100 Airplay                  | 1 (9 semaines)     |
| Billboard Adult Top 40                     | 35                 |
| Billboard Hot R&B/Hip-Hop Singles & Tracks | 40                 |
| Billboard Top 40 Adult Recurrents          | 5                  |
| Billboard Top 40 Mainstream                | 1                  |
| Billboard Rhythmic Top 40                  | 4                  |
| Billboard Hot Dance Music/Maxi-Singles     | 7                  |
| Billboard Adult Contemporary               | 1                  |
| Billboard Hot 100                          | 1 (7 semaines)     |

## Reprises
- Sitti (Philippines) a enregistré sa version de Take a Bow pour son second album My Bossa Nova.
- Le groupe Coréen Jaurim, a repris la chanson pour leur album The Youth Admiration.
- Petra Magoni l'a reprise sur l'album Musica nuda Vol. 2 (2005)
- Trisha Yearwood et Babyface ont repris la chanson lors de « Crossroads » le 21 septembre 2007
- Le chanteur khmer Sinn Sisamouth fait donc référence, un peu à la manière de sa chanson Champa Batdambang.